# Kommiss

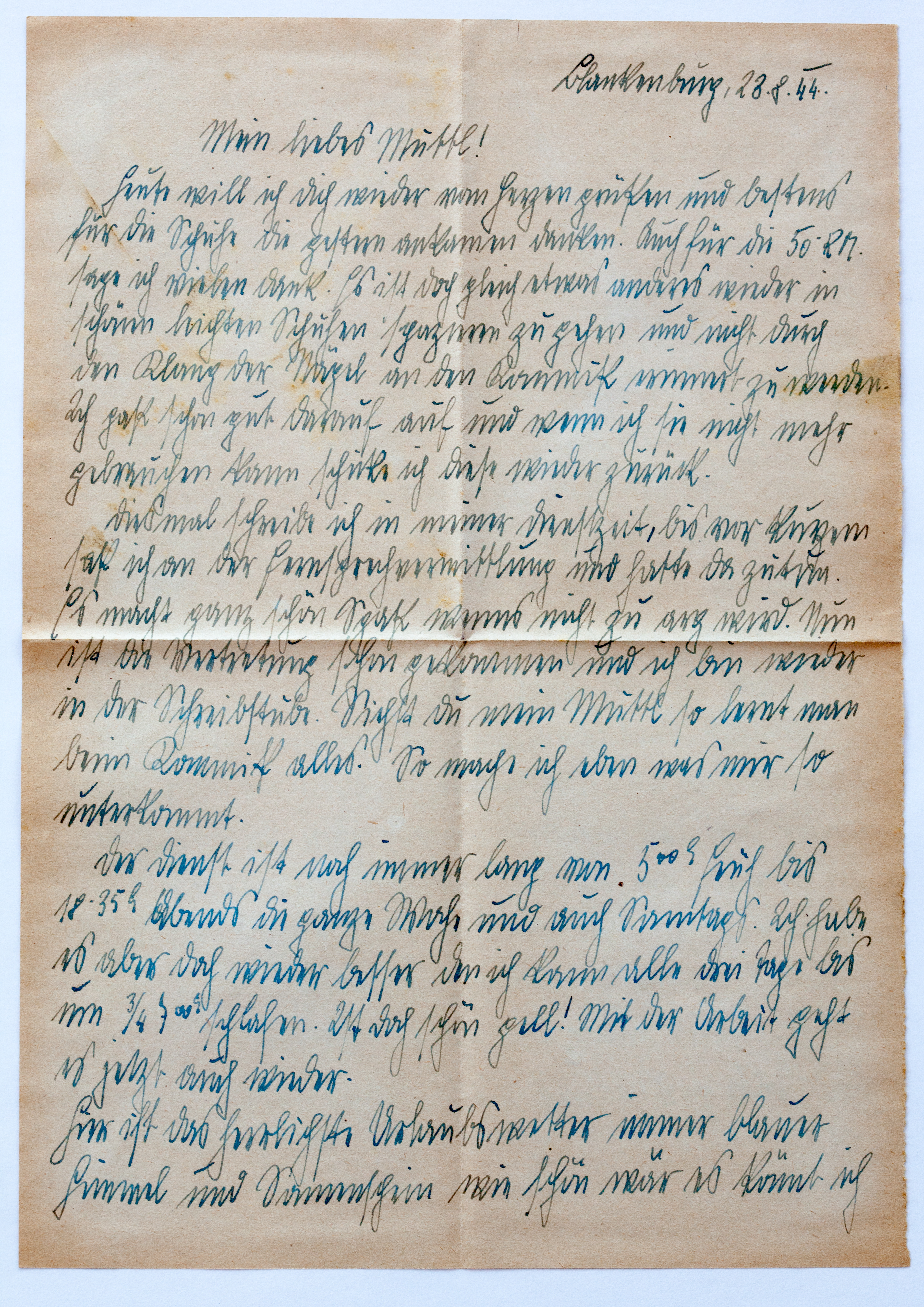
Verweis auf Kommiß in einem Feldpostbrief 1944

Kommiss [kɔˈmɪs] (nach alter Rechtschreibung Kommiß; von  lateinisch committere – anvertrauen) bezeichnet im Volksmund allgemein und im umfassenden Sinne Militärdienst oder Wehrdienst. Mit Kommiss bezeichnet man aber auch alles, was Soldaten vom Dienstherrn zur Verfügung gestellt oder geliefert wird. So spricht man beispielsweise von Kommissbrot, Kommissstiefel, Kommissrock, Kommissmetzger; aber auch metaphorisch beispielsweise von Kommisskopf für eine bestimmte Geisteshaltung.

## Ursprung und historischer Gebrauch
Der Gebrauch von Kommiss als einzel- oder zusammengesetztes Substantiv geht im deutschen Sprachraum auf die Mitte bis zweite Hälfte des 16. Jahrhunderts zurück. So gibt es aus dieser Zeit Zeugnis über Art und Umfang bezüglich Kommiss, welcher den Landsknechten zugeführt wurde. In der Landsknechtsprache selbst verstand man unter „in Kommiss stehen/beim Kommiss sein“ so viel wie Soldat sein, in Sold oder in kriegsherrlicher Verpflegung stehen. Im amtlichen Schriftverkehr wird von der Obrigkeit der Begriff „Kommissionierung“ für Lieferanforderungen von Furage im weitesten Sinne verwendet.
Anderen Quellen zufolge hatte in deutschen Heeren der Kommissmeister das gesamte Furage-Wesen samt Verpflegungs- und Vorratslager unter sich. Im Simplizissimus ist nachzulesen: „Wenn aber etwas an Commiß der Soldateska zukommt, so sind sie die Ersten, die ihren Teil holen, obgleich sie es nicht verdienen.“
In Brandenburg erschien Kommiss erstmals 1561 und leitet sich hier wahrscheinlich von lateinischen committere (= übertragen ⇒ beauftragen) her und bedeutet zunächst den Auftrag an die Einwohner, die Unterhaltsmittel für das Heer zu liefern hatten, dann die Lieferung selbst. Im Laufe der Zeit stand Kommiss schlechthin für alles, was mit dem Militär zusammenhing. Im modernen Sprachgebrauch ist Kommiss heute eher weniger bis kaum noch gebräuchlich.
Das französische Substantiv „Commis“ (= Kaufmanns-Gehilfe, Kontorist) ist das gleiche Wort und steht für „Beauftragung“.